# Tren van Enckevort
Tren van Enckevort (echte voornaam is William) (Sevenum, 16 januari 1970) is een Nederlands accordeonist en toetsenist die vooral bekend is als lid van de Limburgse band Rowwen Hèze. In deze band speelt hij de genoemde instrumenten en verzorgt hij de backingvocals. Daarnaast is Tren van Enckevort werkzaam als arrangeur, producer en sessie-muzikant voor zowel Rowwen Heze als voor andere bands en artiesten.

## Biografie
Van Enckevort was al in zijn jeugd geïnteresseerd in de accordeon, maar kwam hier aanvankelijk niet voor uit omdat het destijds niet gezien werd als een populair instrument. Wel nam hij orgelles en speelde hij al op zijn twaalfde zo'n tweemaal per week accordeon en orgel op feesten en partijen. Voor zijn komst naar Rowwen Hèze werkte hij bij een bakkerij in zijn woonplaats Sevenum. Na het vertrek van Geert Hermkes kwam Van Enckevort in 1991 bij de band.
Inmiddels is Van Enckevort ook een veelgevraagd sessiemuzikant en producer geworden en is hij te horen in nummers van onder anderen Acda en De Munnik, Anouk, Manuëla Kemp en Guus Meeuwis. In november 2008 speelde Tren van Enckevort samen met de bekende Mexicaanse accordeonvirtuoos Flaco Jiminez tijdens de traditionele slotconcerten van Rowwen Heze in het dorpje America.
In 2006 werd het album "Rodus & Lucius"  door Tren van Enckevort geproduceerd. Samen met Arno Guveau produceerde hij ook het debuutalbum  "Away from here" van zangeres Stevie Ann, wat inmiddels de gouden status bereikt heeft. Ter gelegenheid van de 50ste verjaardag van de voorman van Rowwen Heze, Jack Poels, produceerde Tren van Enckevort het loflied Lied vur Limburg. Ook de theatervoorstelling Saus van Rowwen Heze werd door Tren van Enckevort gearrangeerd en geproduceerd, evenals de bijbehorende cd en dvd Saus, die in oktober en november 2008 verschenen. In het voorjaar van 2009 produceerde Tren van Enckevort het album 'Open Boek' van Jan Rietman. Samen met Jack Poels schreef hij ook een nummer op dit album genaamd Dit Moment, een duet tussen Jan Rietman en Johan Verminnen. In november produceerde Tren van Enckevort het album Langs de weg van Herberg de Troost. Het album Langs de weg werd uitgebracht via het nieuwe platenlabel "PEEL", wat staat voor "Poels Enckevort Eigen Label". Poels en Van Enckevort richtten tegelijkertijd muziekuitgeverij "MAAS" op: "Muzikale Alliantie America Sevenum". Het album werd uitgebracht als reguliere cd en in een beperkte oplage met een gedichtenbundel, met daar alle gedichten die Poels voor Dagblad de Limburger schreef. In de winter van 2009 componeerde Tren van Enckevort de muziek bij een theatervoorstelling UM. Van deze theatervoorstelling verscheen op 3 april 2010 een dvd en cd. In oktober 2010 verzorgde Van Enckevort het muzikale project "Limburg All Stars". Een keur aan Limburgse muzikanten werden geformeerd tot een heus elftal. Daarnaast verzorgde Van Enckevort de muzikale regie voor de theatervoorstelling "Koper" van Rowwen Heze, welke 2 winterseizoenen langs alle theaters in Nederland trok. Samen met Jack Poels schreef van Enckevort het nummer "Vanaf hier", afkomstig van het album "Armen open" van Guus Meeuwis. In 2011 produceerde Van Enckevort het jubileum-album "Manne van Staal". Deze CD stond in het teken van het 25-jarig jubileum van Rowwen Heze.In mei 2011 startte Tren van Enckevort samen met Mike Manders het bedrijf ZuidGeluid. In november 2011 won hij de Sjeng Kraft-prijs op de 11de van de 11de in Maastricht. In maart 2012 produceerde van Enckevort het nummer "Deze Daag", het openingslied van de Floriade, gezongen door Chantal Janzen en Rowwen Heze. In mei 2012 produceerde van Enckevort het nummer "Niemand" van de Groningse zanger Kevin Pare. In juni/juli 2012 produceerde Van Enckevort het album "Geal' van Rowwen Heze. In oktober werd het kerstalbum "Rijstwafels met Pindakaas" geproduceerd voor Herberg de Troost. Ter gelegenheid van deze cd werden in december 10 voorstellingen gegeven in de Lambertuskerk in Horst aan de Maas. Ook verzorgde Van Enckevort de muzikale regie van de clubtour "Geal" van Rowwen Heze.
In het voorjaar van 2013 maakte Van Enckevort de muziek voor de film "Hemel op Aarde" welke in december 2013 in première ging. Naast de filmmuziek "Hemel op aarde" produceerde Tren van Enckevort het theateralbum "n Hemel op aarde" voor Rowwen Heze. Dit album is deels opgenomen in ICP- studio's te Brussel en gemixt in de thuis-studio van Tren. Ook verzorgde Tren van enckevort in de zomer van 2013 de muzikale opening van het vernieuwde Theater de Maaspoort in Venlo. Het nummer "Theater van ut leave" van  Frans Boermans werd voorzien van een compleet nieuw arrangement en uitgevoerd door Jack Poels, Frans Pollux, Suus Zeegers en Karin Bloemen. In de winter van 2013 trok Rowwen Heze door het land met de Theatertour "n Hemel op Aarde" waarvan de muzikale regie in handen was van Tren van Enckevort. In het voorjaar van 2014 kwam de originele filmmuziek van de film "Hemel op Aarde" uit op de digitale platforms. Dit alles werd geschreven en op geproduceerd door Tren van Enckevort. In september 2014 produceerde Tren van Enckevort het nummer Sad Song, een duet tussen Mattanja Joy Bradley en Jack Poels. In oktober 2014 produceerde Tren van Enckevort het album Groente en Fruit van Herberg de Troost. 